# Jüdische Gemeinde Sachsenhausen (Waldeck)
Die Jüdische Gemeinde Sachsenhausen im nordhessischen Sachsenhausen, einer bis 1971 selbstständigen Stadt und einem heutigen Ortsteil der Stadt Waldeck, bestand vom 18. Jahrhundert bis zur Zeit des Nationalsozialismus.

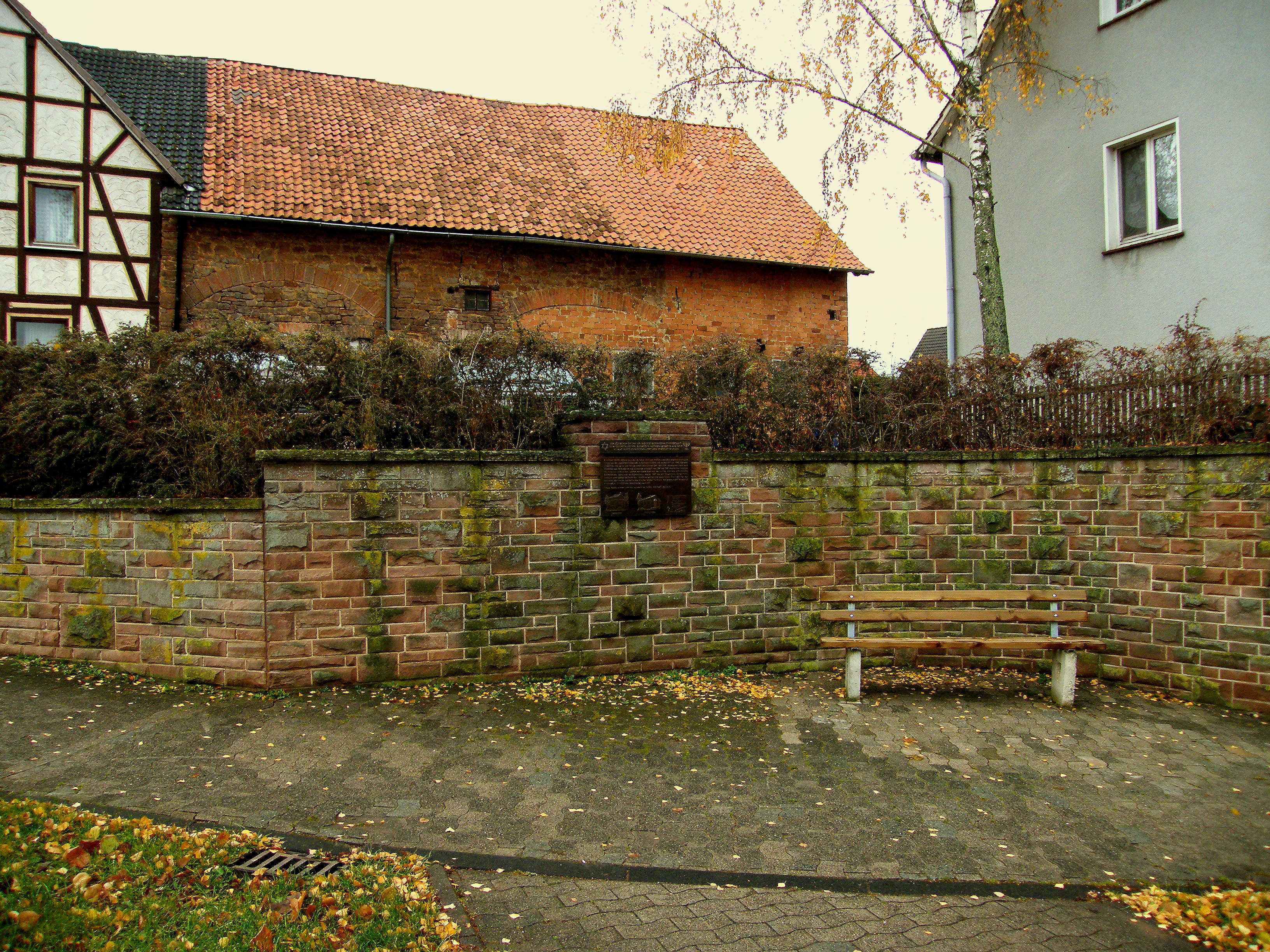
Standort ehem. Synagoge

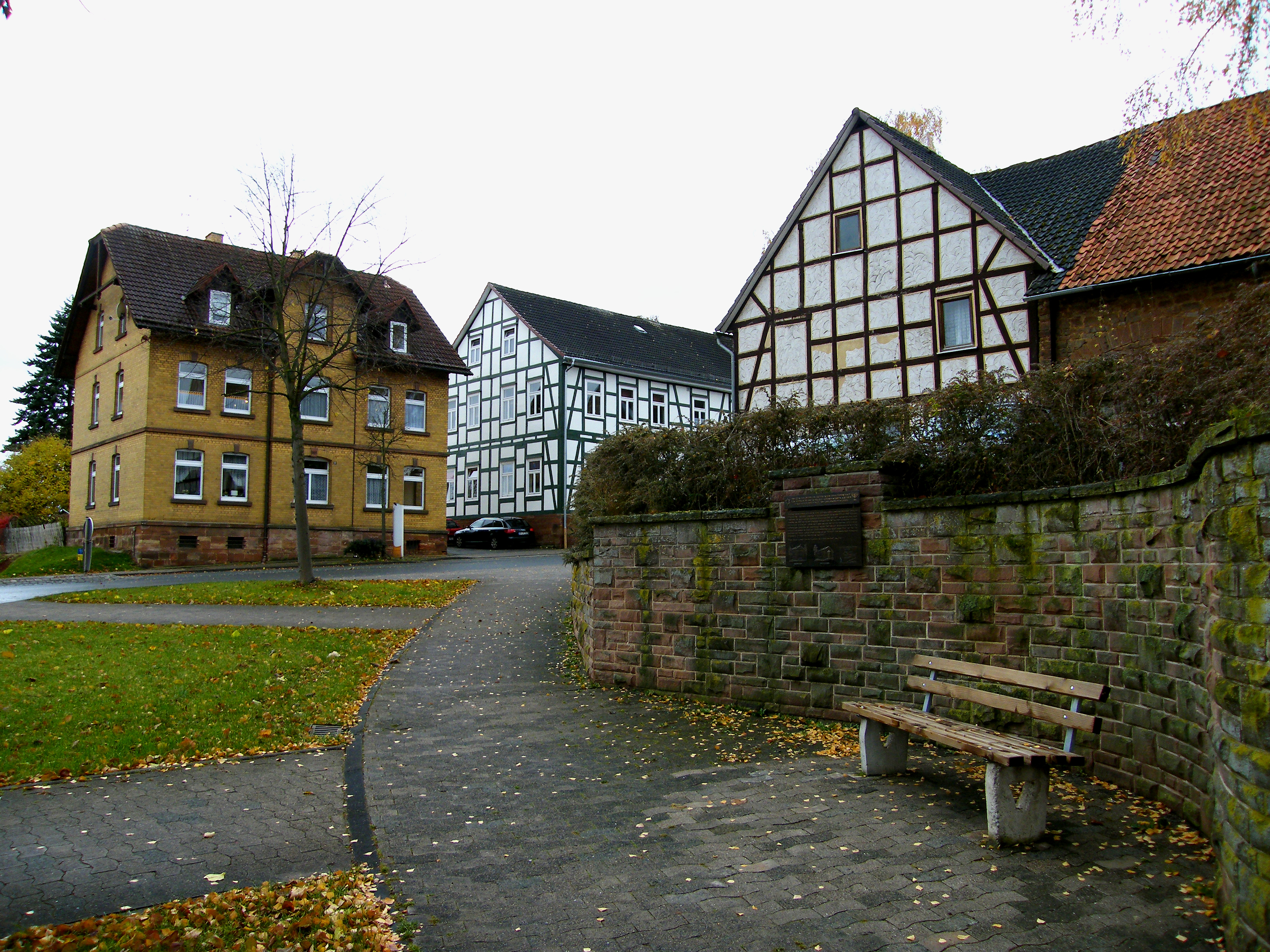
Standort ehem. Synagoge – Richtung Wildunger Straße

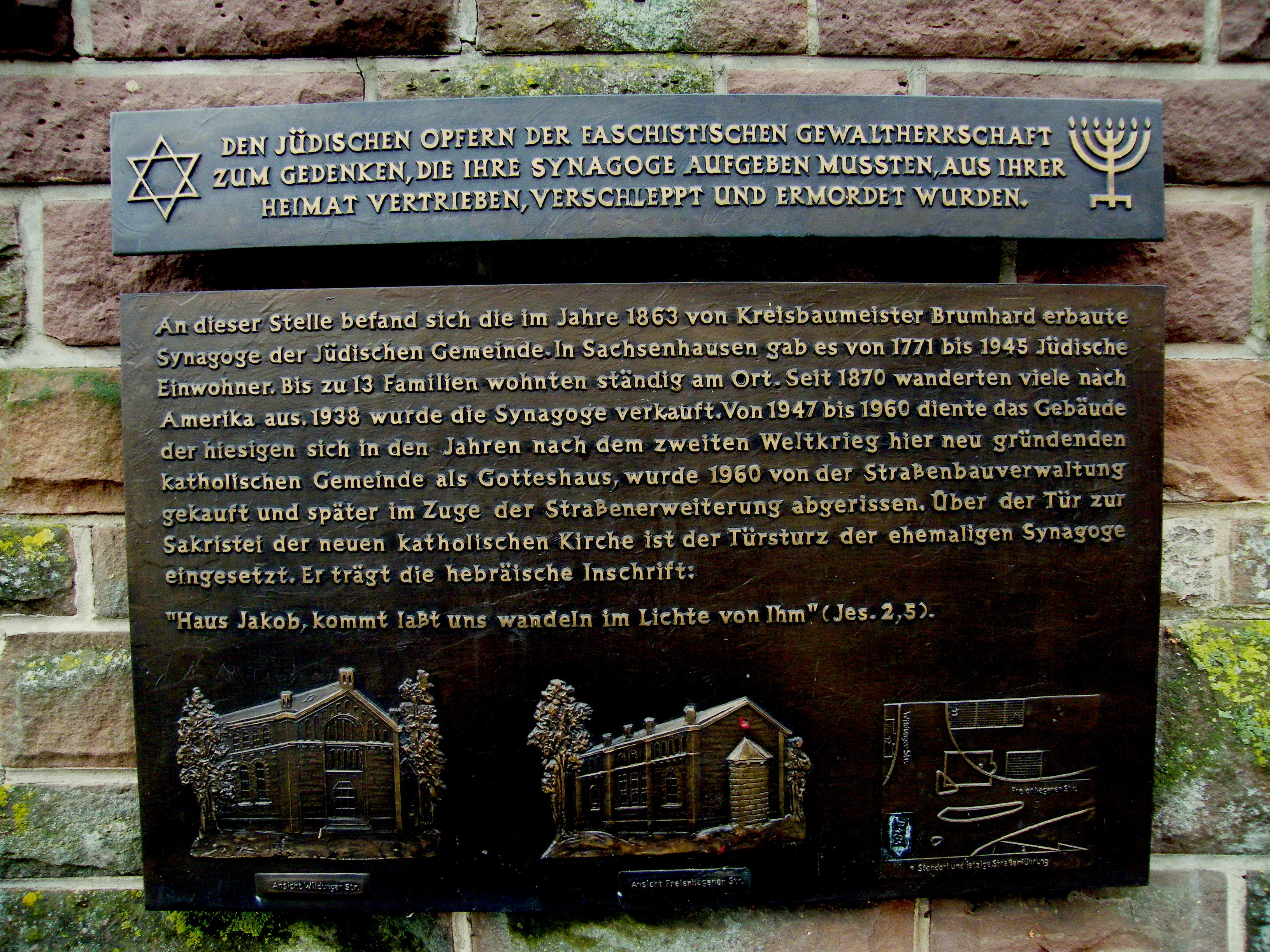
Gedenktafel

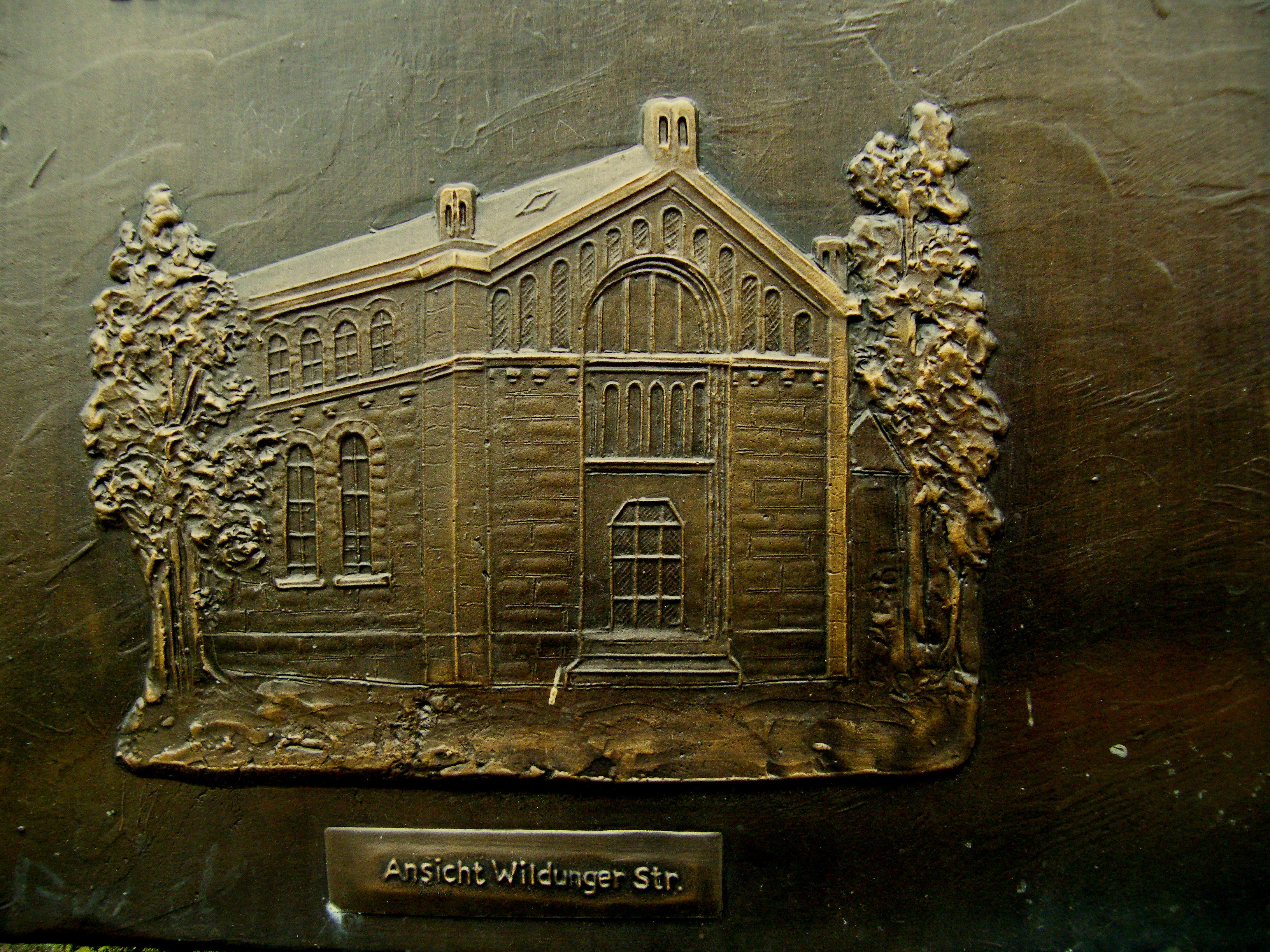
Ausschnitt Gedenktafel Ansicht aus der Wildunger Straße

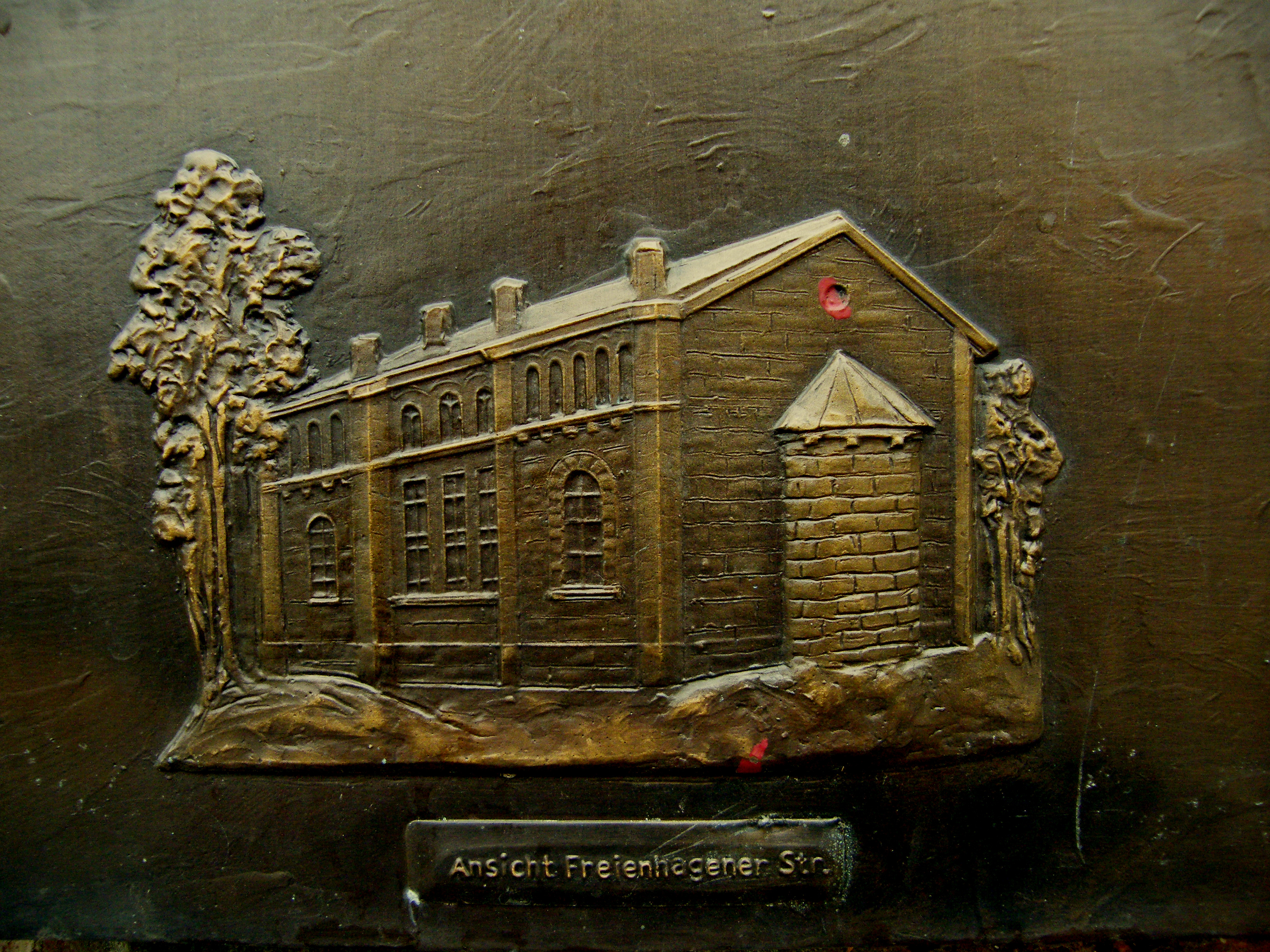
Ausschnitt Gedenktafel Ansicht aus der Freienhagener Straße

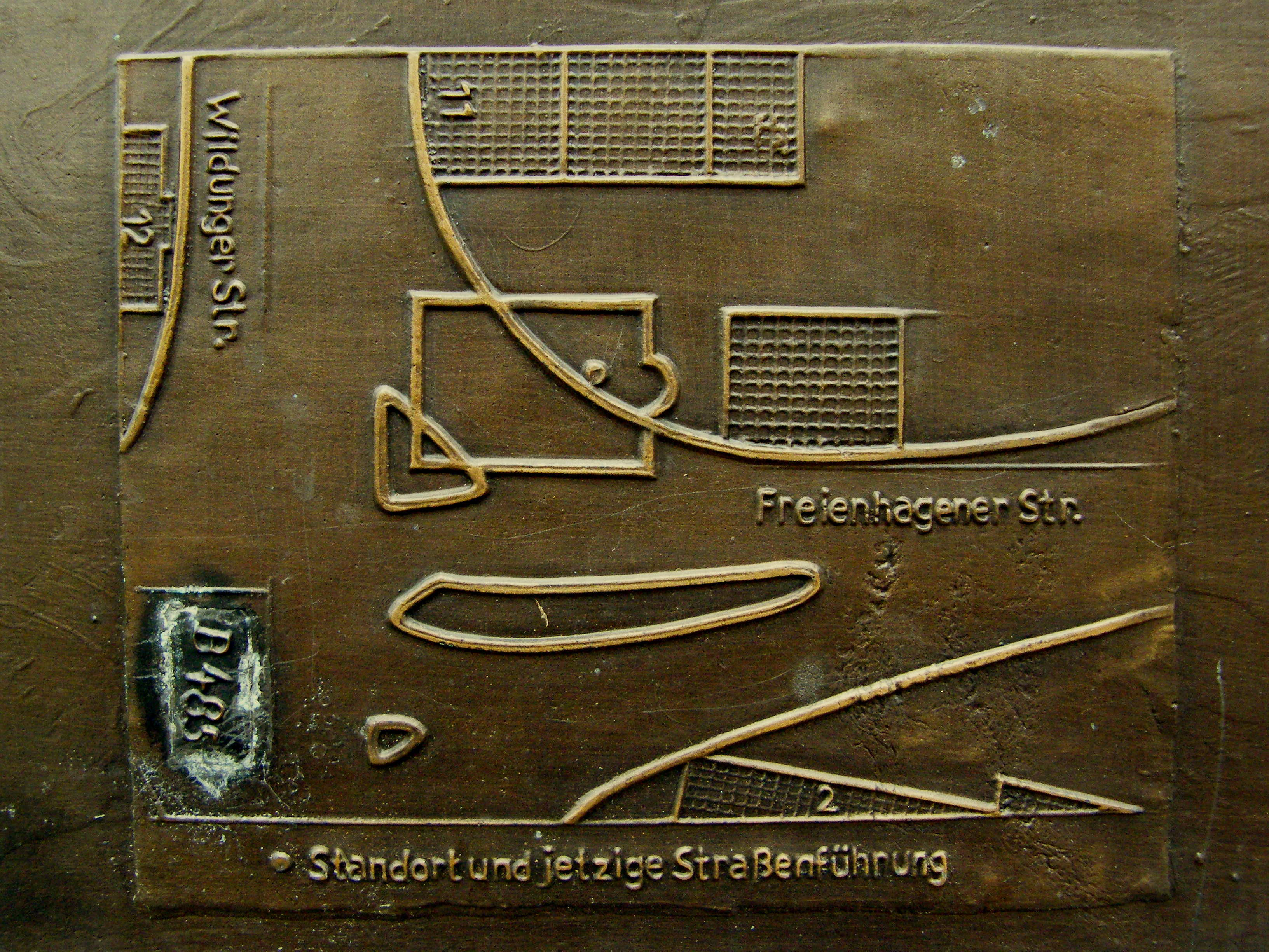
Ausschnitt Gedenktafel Ansicht Standort – heutige Straßenführung

## Gemeindeentwicklung
Nachdem Fürst Karl August Friedrich (regierte 1728–1763) von Waldeck Schutzbriefe an jüdische Personen verlieh, sofern sie ein Vermögen von mindestens 1000 Talern nachweisen konnten, begann die Zuwanderung jüdischer Einwohner. In Sachsenhausen sind nach 1770 drei mit solchen Schutzbriefen versehene jüdische Familien bekundet. Bald kamen auch ärmere Juden ins Waldecker Land, die das Schutzgeld nicht bezahlen konnten, aber auf bestimmte Zeit und auf Widerruf toleriert wurden. Für die Zeit zwischen 1771 und 1945 können 24 verschiedene Namen von Familien in Sachsenhausen nachgewiesen werden.
Zunächst waren die neuen Einwohner nur mit der Berufsbezeichnung „Handelsmann“ zugelassen, und erst um die Mitte des 19. Jahrhunderts nahm die Zahl der Berufsbezeichnungen zu. Neben den ursprünglich typischen reisenden Händlern gab es eine wachsende Zahl niedergelassener Händler (Getreide, Vieh, Branntwein, Felle, Töpfer- und Bäckereiwaren) und Gewerbetreibender; je ein Metzger, Seiler, Sattler, Schlachter, Färber, Blechschmied, Kalkbrenner und Schuhmacher sind bekundet. Schließlich entstanden auch eine jüdische Schnapsbrennerei und eine kleine Textilmanufaktur. Der landwirtschaftliche Besitz der jüdischen Bevölkerung war gering und bestand vornehmlich aus Gärten oder Wiesen.
Die wirtschaftliche Lage der jüdischen Bürger war ebenso differenziert wie die der anderen Einwohner. Einige Familien lebten in mehreren Generationen und über mehr als hundert Jahre in Sachsenhausen, brachten es zu Wohlstand und wurden für viele Leute zu Arbeitgebern. Ihre Häuser standen inmitten der Stadt, die Männer gehörten örtlichen Vereinen an, und die Frauen engagierten sich sozial und karitativ. Eine dieser Familien stiftete der Stadt im Jahre 1906 ein Haus für die damalige Kleinkinderschule; das Gebäude, mit dem Schild „Bloch’sche Stiftung“, dient noch heute diesem Zweck. Im Jahr 1919 spendete die Familie noch einmal 50.000 Mark als Kapital für den laufenden Unterhalt der Stiftung. Über die ärmeren Familien, von denen sich auch Namen in den Armenlisten finden, ist nur wenig bekannt. Sie wohnten am Stadtrand, am Oberen und Unteren Tor.
Bis etwa 1875 wuchs die jüdische Einwohnerzahl stetig an, sowohl durch Zuwanderung als auch durch einen leichten Geburtenüberschuss. Für die Jahre 1838 bis 1875 weist das Synagogenbuch 15 Hochzeiten, 74 Geburten und 63 Todesfälle aus. 1874 gab es 16 jüdische Familien im Ort. Danach begann eine zunehmende Auswanderung nach Nordamerika und Abwanderung in die größeren deutschen Städte, und die Zahl der jüdischen Einwohner Sachsenhausens nahm ab.
Zur Synagogengemeinde Sachsenhausen gehörten auch Familien aus den benachbarten Orten Netze, Waldeck, Nieder-Werbe und Meineringhausen. Mit der benachbarten jüdischen Gemeinde in Höringhausen bestanden zahlreiche und enge Kontakte.

### Auswanderung und Ende der Gemeinde
Ab 1933 begannen die jüdischen Bürger, ihren Besitz zu verkaufen und Deutschland zu verlassen. Diejenigen, denen dies nicht gelang, wurden wenige Jahre später größtenteils ermordet. Schon nach der Pogromnacht des 8./9. November 1938 wurde einer der wenigen verbliebenen jüdischen Einwohner ins KZ Buchenwald verschleppt, aus dem er erst nach schweren Misshandlungen entlassen wurde; er kam zunächst nach Sachsenhausen zurück, floh dann aber in die Schweiz, wo er an den Folgen seiner Haft starb. 1941/42 wurden die verbliebenen Juden in Ghettos und Konzentrationslager im Osten deportiert und dort umgebracht. Die letzten 755 nordhessische Juden wurden am 7. September 1942 per Bahn von Kassel über Chemnitz nach Theresienstadt deportiert; darunter waren 70 aus den Gemeinden im heutigen Landkreis Waldeck-Frankenberg. Mindestens sechs namentlich bekannte Bürger von Sachsenhausen wurden in dieser Zeit verhaftet und deportiert; der älteste von ihnen war 80 Jahre alt.
Es gab eine Ausnahme: Moritz Mildenberg lebte, mittellos und auf Hilfe und Schutz von Mitbürgern angewiesen, als einziger Jude bis zu seinem Tod im Januar 1945 in Sachsenhausen.

## Gemeindeeinrichtungen
Bis 1863 fanden Gottesdienste und religiöse Unterweisung offensichtlich in Betsälen und anderen Räumlichkeiten in Privathäusern statt. Hinweise auf Synagogen bzw. Judenschulen in Privathäusern gibt es aus den Jahren 1781, 1786, 1796, 1801, 1812 und 1831. Ein 1833 erlassenes Waldecker Gesetz verpflichtete die jüdischen Gemeinden, ihren eigenen Lehrer für die religiöse Erziehung ihrer Kinder anzustellen. Bewarb sich jemand, kam es vor, dass er keine amtliche Aufenthaltsgenehmigung bekam. Die Stadt erhielt in den Jahren 1832 bis 1835 mehrfach die Anordnung, den jüdischen Lehrer Hellborn wegen unzureichender Papiere auszuweisen; der damalige Bürgermeister setzte sich für sein Verbleiben ein und riskierte selbst eine Strafe.

### Friedhof

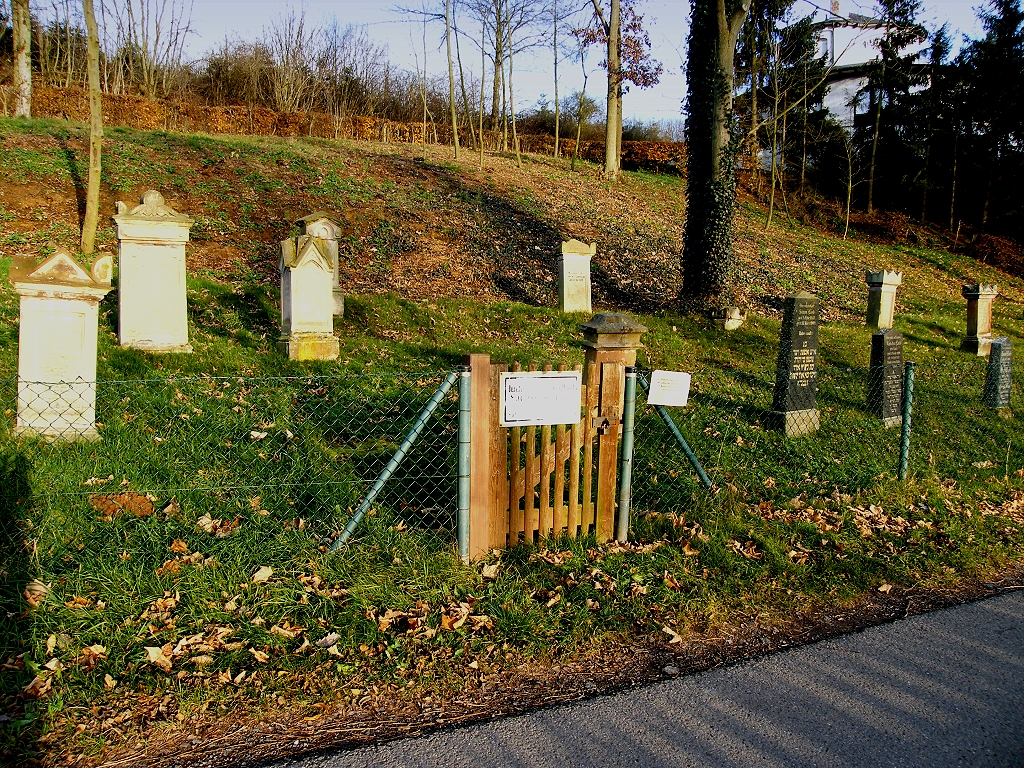
Jüdischer Friedhof

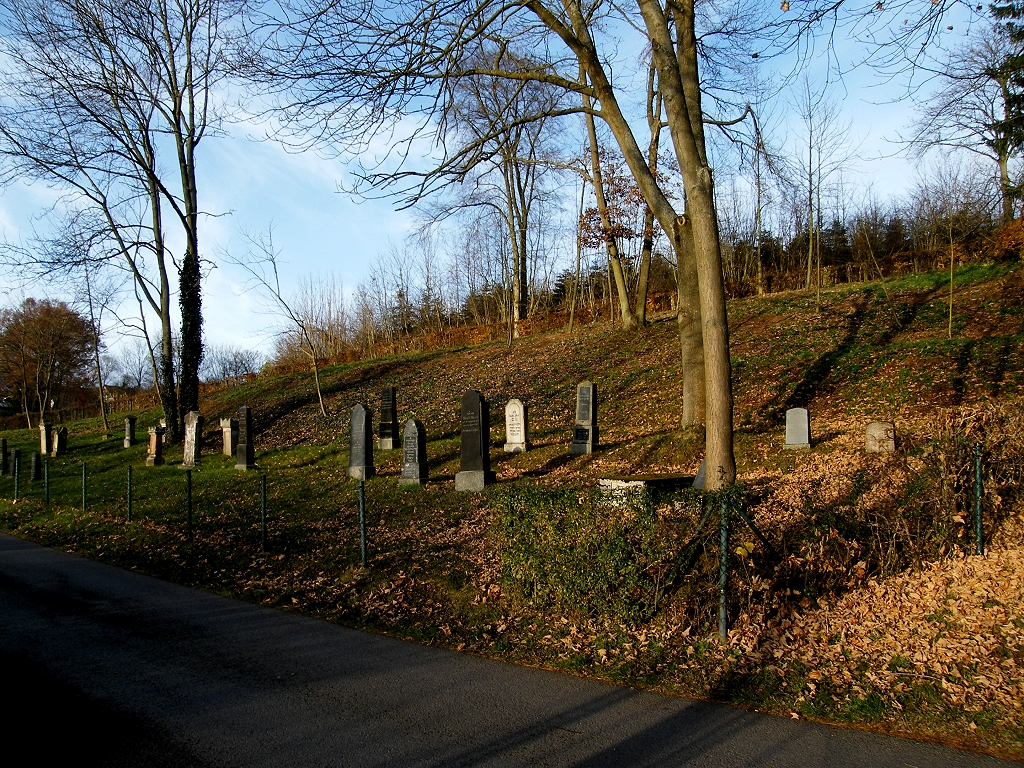
Jüdischer Friedhof

Der Friedhof wurde in der zweiten Hälfte des 19. Jahrhunderts angelegt. Er befindet sich etwa 200 m nördlich der ehemaligen Synagoge am nördlichen Ortsrand an der Straße „Baumschule“ unterhalb einer bewaldeten Anhöhe. Die letzte Beerdigung fand dort im Jahre 1933 statt. Die Friedhofsfläche beträgt 20 Ar. Heute sind noch 29 Grabsteine erhalten.

### Synagoge
Koordinaten: 51° 14′ 36″ N, 9° 0′ 36″ O
Erst 1863 gelang es der Gemeinde, an der Ecke Wildunger Straße/Freienhagener Straße ein eigenes Synagogengebäude zu errichten, nach Plänen des Kreisbaumeisters Brumhard aus Wildungen. Das Mauerwerk bestand zum größten Teil aus Abbruchmaterial der Stadtmauer, das ein Gemeindemitglied beim Abbruch der Stadtbefestigung im Jahre 1856 gekauft hatte. Es handelte sich um ein langgestrecktes, rechteckiges massives Steingebäude mit Satteldach, zweistöckig und auf hohem Sockel, mit der Frauenempore im Obergeschoss. An der ansonsten glatten östlichen Giebelseite war eine Apsis angebaut, die den Toraschrein enthielt. An der in ihrem oberen Teil reich gegliederten westlichen Giebelseite befand sich das Portal unter einer großen und repräsentativen Rundbogenfassade mit einem Fenster im Obergeschoss.
Der Bau wurde zum Teil durch Spenden der Gemeindemitglieder und aus anderen wohlhabenden Gemeinden, zum Teil aus einer von der Gemeinde aufgenommenen Hypothek finanziert. Noch bis zum Jahre 1910 lastete auf dem Gebäude eine Hypothek von 3.600 Mark.

#### Verkauf und spätere Nutzung

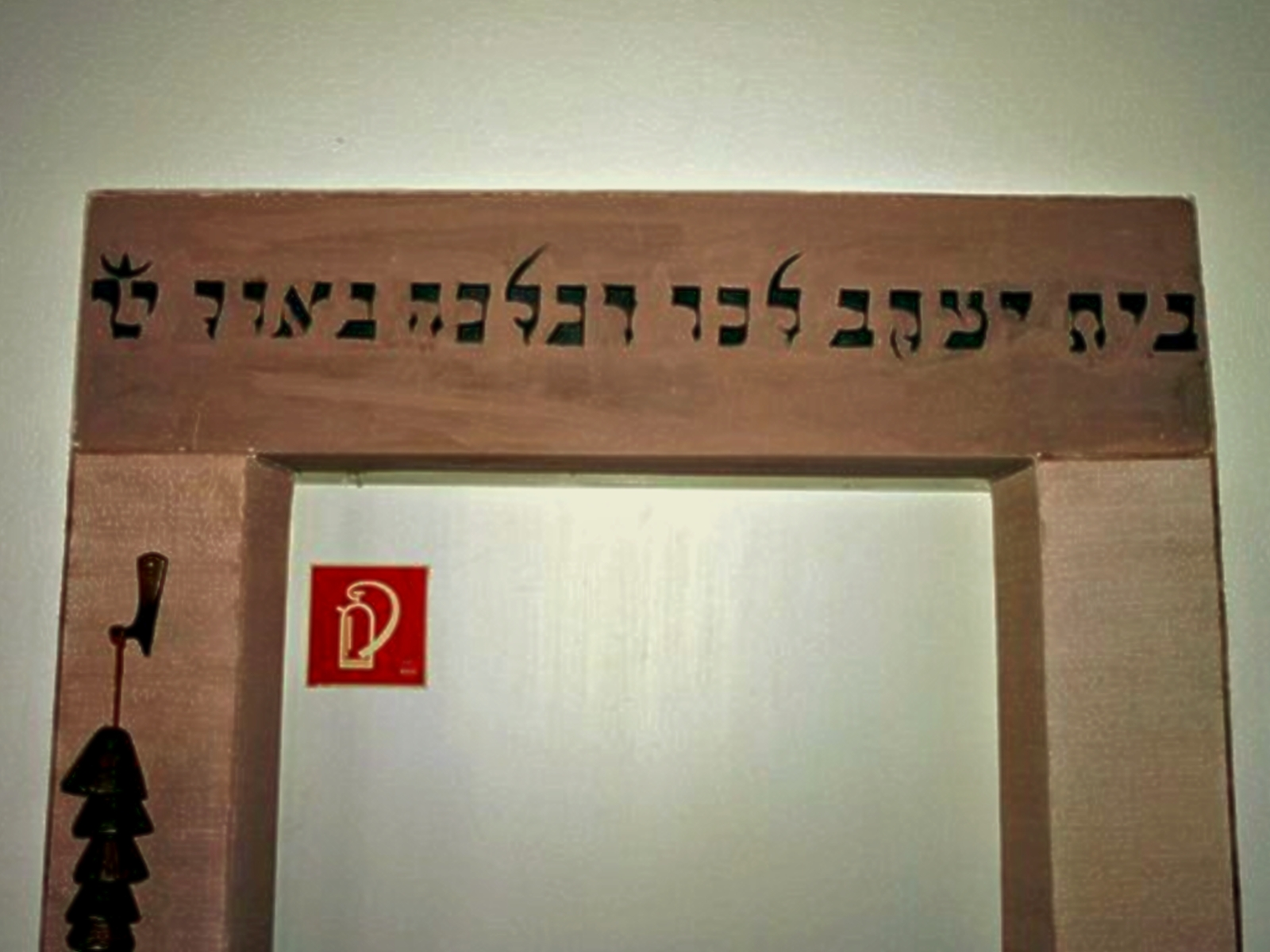
Türsturz der ehemaligen Synagoge

Mit der schnell abnehmenden Zahl der Gemeindemitglieder nach 1933 war es bald nicht mehr möglich, Gottesdienste zu halten, geschweige denn, den Erhalt der Synagoge zu finanzieren. Sie wurde daher 1938 aufgegeben und verkauft. Der neue Besitzer, der sie als Baustofflager nutzte, erhielt amtliche Anweisung (mit bereits ausgearbeiteten und von ihm zu bezahlenden Plänen eines Architekten), das Gebäude umgehend baulich so zu verändern, dass der frühere Charakter nicht mehr zu erkennen sei. Dieser Verkauf bewahrte die ehemalige Synagoge immerhin vor dem Vandalismus der Reichspogromnacht im November 1938 und der Zerstörung. Zwar wurde der Besitzer während des Krieges mit dem Auftrag nach Hause beordert, das Gebäude abzureißen, aber eine Verfügung des damaligen Landrats des Kreises der Eder, Hans von und zu Gilsa, in Bad Wildungen konnte dies verhindern. 1944 wurde der Bau als Lebensmittellager der Wehrmacht benutzt.
Nach Kriegsende wurde das Gebäude wieder religiösen Zwecken gewidmet. Die zunächst noch kleine, zumeist aus Ausgebombten und Heimatvertriebenen bestehende katholische Gemeinde der Stadt, die ihre Gottesdienste anfangs in der evangelischen St. Nikolaus-Kirche gefeiert hatte, konnte die ehemalige Synagoge mit Hilfe der katholischen Pfarrei Korbach 1947 zunächst mieten und dann 1949 kaufen und als Gotteshaus nutzen. Nachdem der 1959 begonnene Bau der neuen katholischen St. Bonifatius-Kirche im Jahre 1960 abgeschlossen war, wurde die alte Synagoge von der Straßenbauverwaltung gekauft, die sie 1962 im Zuge einer Straßenerweiterung abreißen ließ. Heute erinnert dort eine Gedenktafel an den Standort der Synagoge und das Schicksal der jüdischen Gemeinde. Über der Sakristeitür der St. Bonifatius-Kirche wurde der Türsturz der ehemaligen Synagoge eingesetzt; er trägt die hebräische Inschrift: „Haus Jacob, kommt lasst uns wandeln im Lichte von Ihm“. (Isias 2,5)